# Campeonato Guianense de Futebol de 2025
A GFF Elite League 2025 é a 21ª edição oficial do Campeonato Guianense de Futebol e a 7ª no atual formato de liga. É organizada pela Federação de Futebol da Guiana e conta com 10 clubes na disputa.
A temporada teve início em março, tendo sido antecipada pela janela de transferência de atletas entre as equipes, no mês de fevereiro.
A equipe defensora do título é o Guyana Defence Force FC, que conquistou o primeiro tricampeonato da liga em 2024. O vencedor classificar-se-á para a CONCACAF Caribbean Club Shield de 2026.

## Equipes participantes
Classificaram-se para esta temporada as 8 equipes melhores colocadas na edição anterior do torneio, mais os 2 times promovidos do play-off da segunda divisão. A equipe do Mainstay Goldstar FC jogará a liga pela primeira vez, enquanto o Ann's Grove United classificou-se após vencer a repescagem.
| Aumento | Equipes promovidas da Segunda Divisão de 2024-25 |

| Time                 | Cidade      | Colocação em 2024     | Participações na liga | Melhor resultado na liga(LIG)    |
| -------------------- | ----------- | --------------------- | --------------------- | -------------------------------- |
| Ann's Grove United   | Georgetown  | 9º colocado           | 5ª                    | 7º colocado (2022-23)            |
| Den Amstel FC        | Leonora     | 6º colocado           | 5ª                    | 3º colocado (2017-18)            |
| Fruta Conquerors     | Georgetown  | 7º colocado           | 7ª                    | Campeão (2017-18, 2019)          |
| Defence Force FC     | Georgetown  | Campeão               | 7ª                    | Campeão (2016-17, 2022-23, 2024) |
| Mainstay Goldstar FC | Essequibo   | Campeão da 2ª Divisão | 1ª                    | Estreante                        |
| Monedderlust FC      | Zee Lust    | 8º colocado           | 4ª                    | 6º colocado (2016-17)            |
| Police FC            | Georgetown  | 3º colocado           | 4ª                    | 3º colocado (2024)               |
| Santos FC            | Georgetown  | 5º colocado           | 4ª                    | 4º colocado (2022-23)            |
| Slingerz FC          | Vergenoegen | Vice-campeão          | 3ª                    | Campeão (2015-16)                |
| Western Tigers FC    | Georgetown  | 4º colocado           | 5ª                    | Vice-campeão (2019, 2022-23)     |

## Regulamento
As dez equipes jogam entre si em sistema de turno e returno. Ao final das 18 rodadas, a equipe que somar mais pontos será declarada campeã da liga e receberá o prêmio de 2 milhões de dólares.
As duas equipes piores colocadas na tabela final serão rebaixadas, podendo a penúltima colocada disputar o play-off da Segunda Divisão e retornar à liga.

## Transmissão
Pela terceira vez na história do futebol guianense, todos os jogos da liga serão transmitidos ao vivo pelo FIFA+, a plataforma oficial da FIFA, disponível globalmente.

## Classificação parcial
| #  | Equipa               | J | V | E | D | GP | GC | SG  | Pts | Classificação                           |
| -- | -------------------- | - | - | - | - | -- | -- | --- | --- | --------------------------------------- |
| 1  | Slingerz FC          | 9 | 9 | 0 | 0 | 43 | 2  | +41 | 27  | Caribbean Club Shield                   |
| 2  | Western Tigers FC    | 9 | 6 | 2 | 1 | 26 | 10 | +16 | 20  | Copa da Guiana de 2025                  |
| 3  | Police FC            | 9 | 5 | 3 | 1 | 28 | 8  | +20 | 18  | Copa da Guiana de 2025                  |
| 4  | GDF                  | 9 | 5 | 1 | 3 | 42 | 8  | +34 | 16  | Copa da Guiana de 2025                  |
| 5  | Santos               | 9 | 4 | 1 | 4 | 12 | 12 | 0   | 13  | Copa da Guiana de 2025                  |
| 6  | Monedderlust FC      | 9 | 4 | 0 | 5 | 16 | 22 | −6  | 12  | Copa da Guiana de 2025                  |
| 7  | Fruta Conquerors     | 9 | 2 | 2 | 5 | 9  | 16 | −7  | 8   | Copa da Guiana de 2025                  |
| 8  | Ann's Grove United   | 9 | 2 | 2 | 5 | 14 | 34 | −20 | 8   | Copa da Guiana de 2025                  |
| 9  | Den Amstel FC        | 9 | 2 | 1 | 6 | 19 | 20 | −1  | 7   | Rebaixamento para 2ª Divisão de 2025-26 |
| 10 | Mainstay Goldstar FC | 9 | 0 | 0 | 9 | 5  | 82 | −77 | 0   | Rebaixamento para Liga Regional         |

Última atualização em 17 de junho de 2025
Fonte: Soccerway
Regras para classificação: 1º pontos; 2º saldo de gols; 3º gols pró.
(C) = Campeão; (R) = Rebaixado; (P) = Promovido; (O) = Vencedor do play-off; (A) = Classificado para a próxima fase. 
Somente aplicável se a temporada não tiver terminado: 
(Q) = Classificado para a fase do torneio indicada; (TQ) = Classificado para o torneio, mas não para a fase indicada; (DQ) = Desclassificado do torneio.

## Premiação
| Campeonato Guianense de Futebol de 2025 |
| Guiana                                  |
| --------------------------------------- |
| a definir (0º título)                   |